# Kajetan Mühlmann

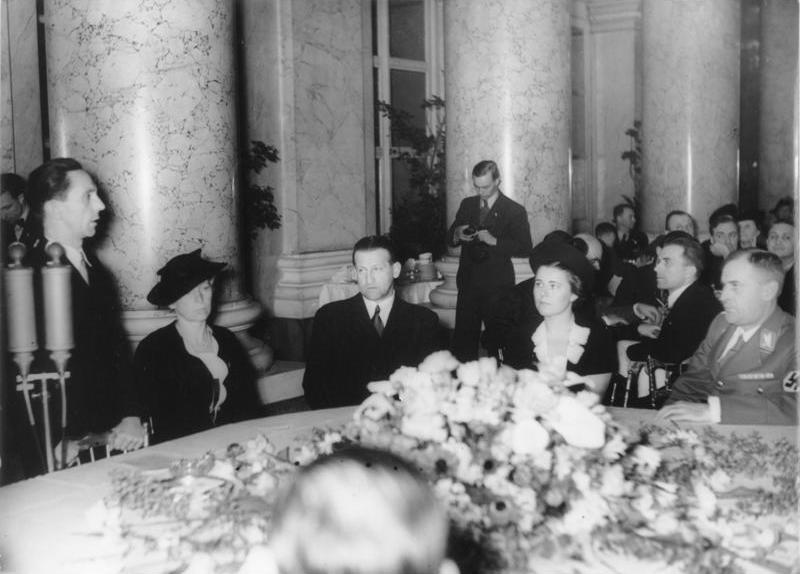
Empfang von Schauspielern durch Goebbels, mit Gertrud Seyß-Inquart, Mühlmann und Paula Wessely, in der Wiener Hofburg am 30. März 1938

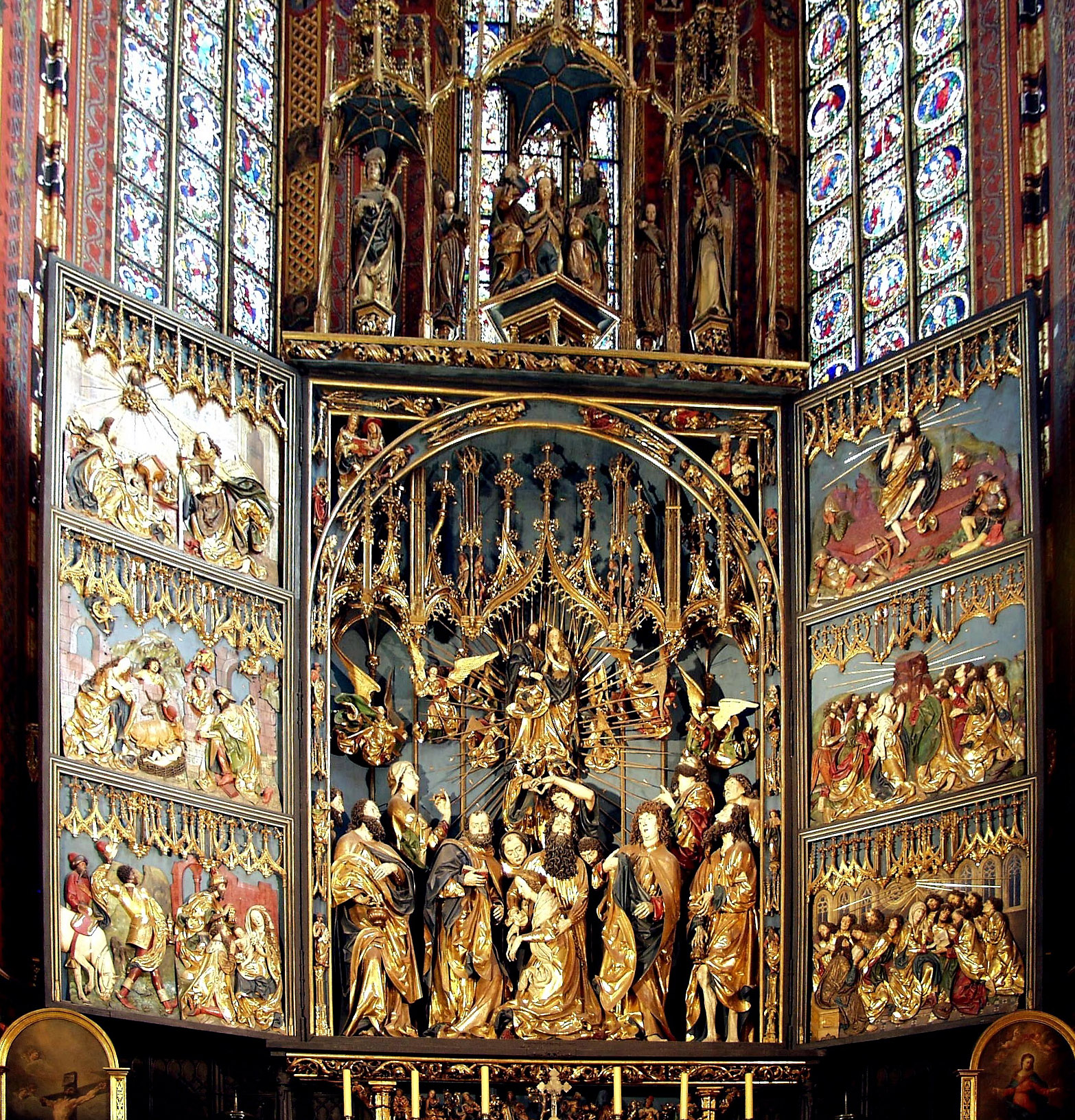
Krakauer Hochaltar, von Mühlmann für das Linzer Führermuseum geraubt

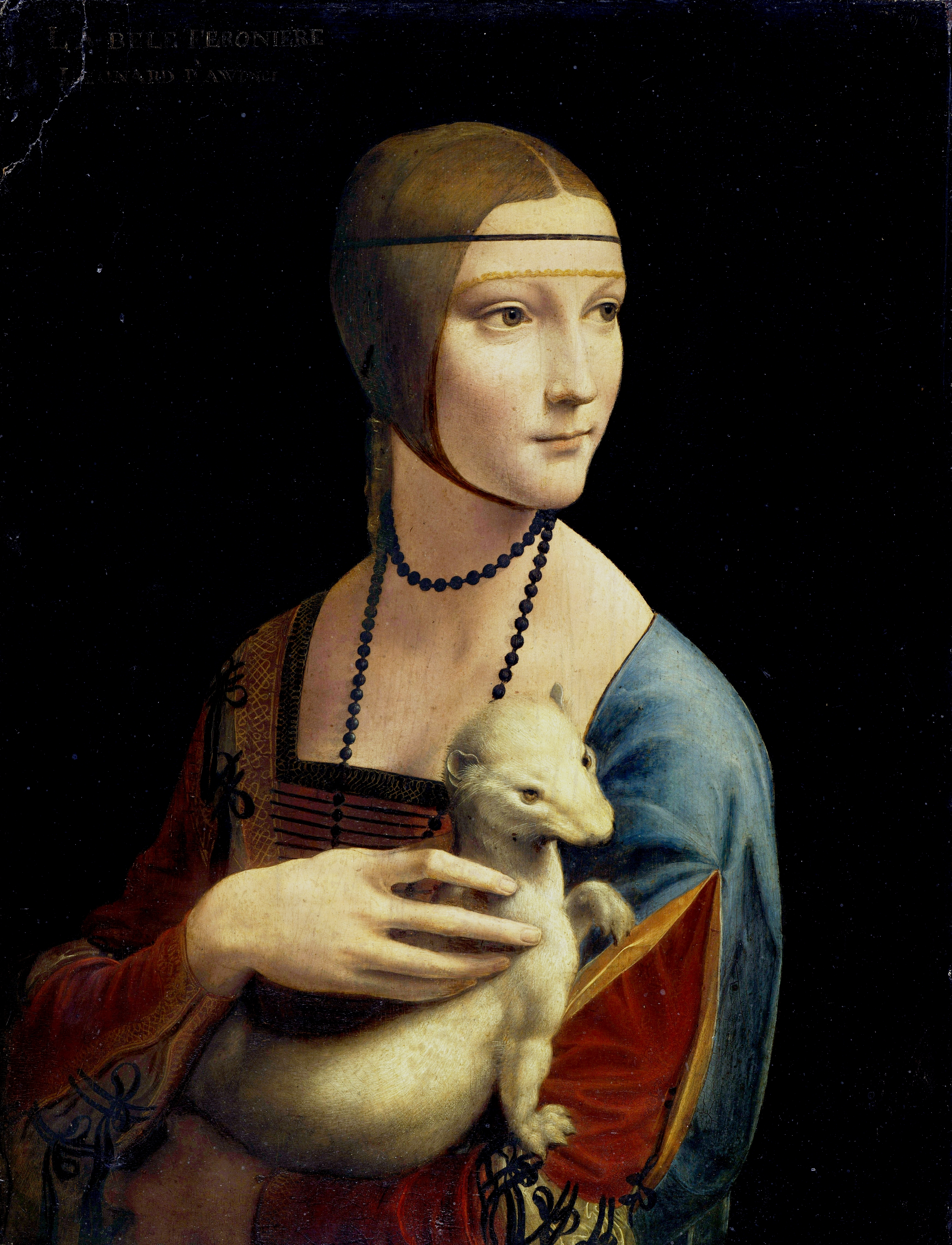
Leonardos Dame mit dem Hermelin wurde enteignet und in Franks Residenz gebracht. 1944 wurde das Bild nach Deutschland verschleppt. Es hängt heute wieder im Czartoryski-Museum in Krakau.

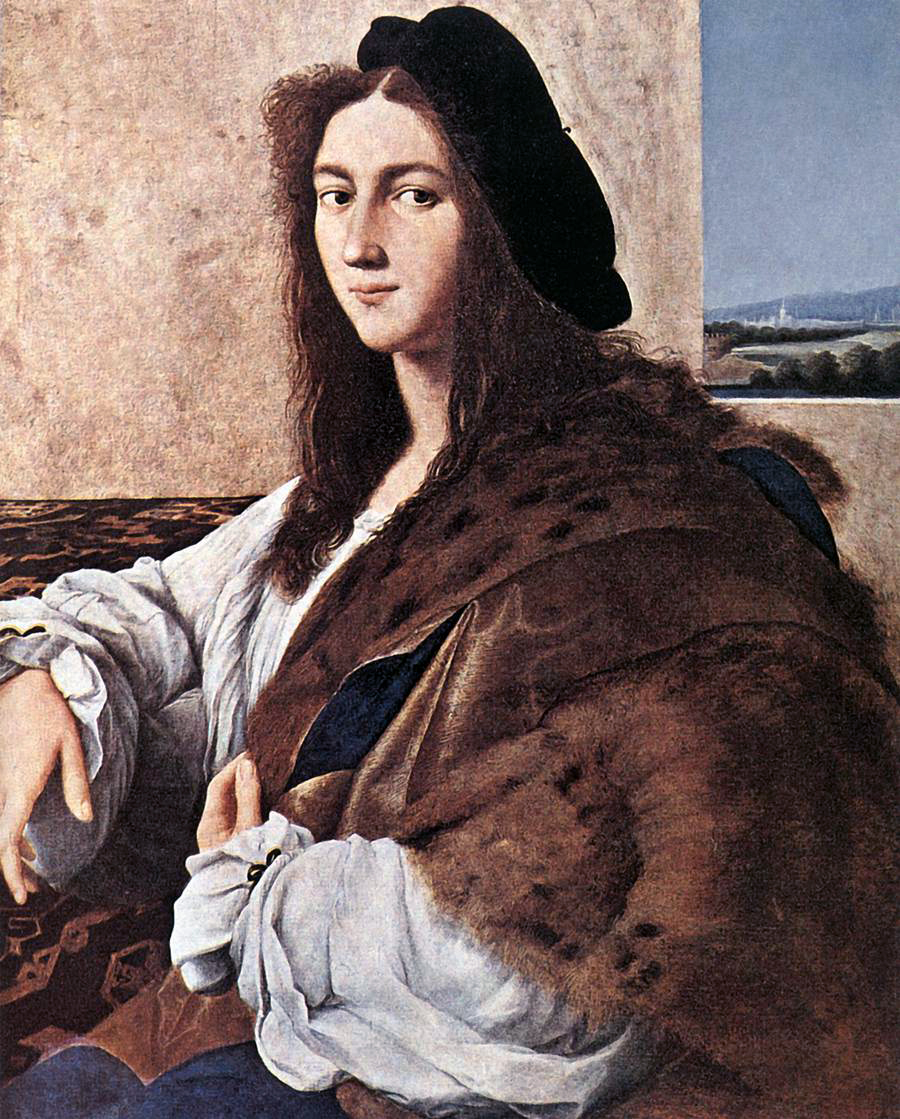
Portrait eines jungen Mannes, von Raffael. Vormals in der Sammlung des Czartoryski-Museums, Verbleib unbekannt

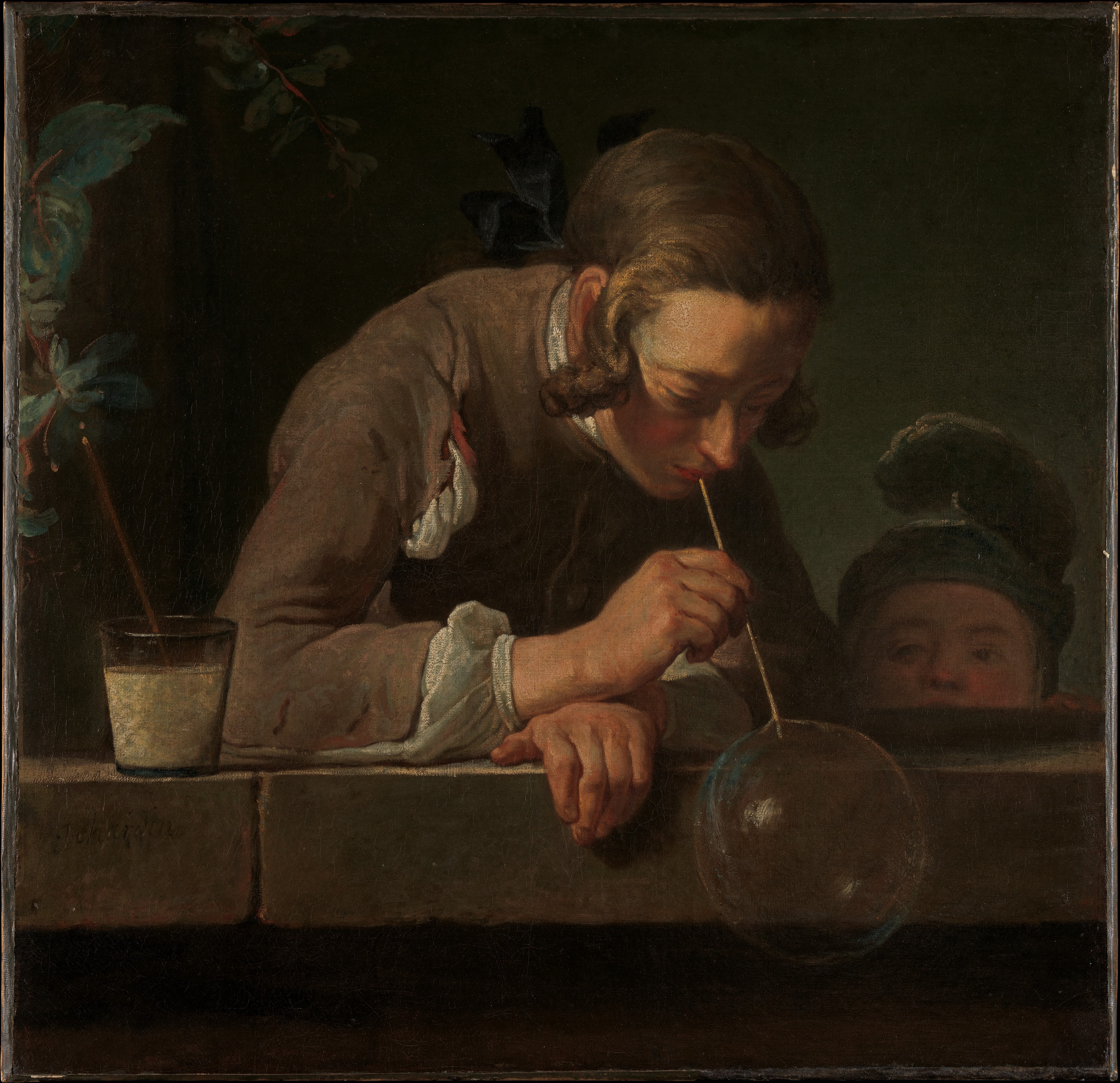
Mühlmann betrieb den Ankauf der Sammlung Fritz Mannheimer. Chardins Bild von 1737 hängt heute im Metropolitan Museum of Art

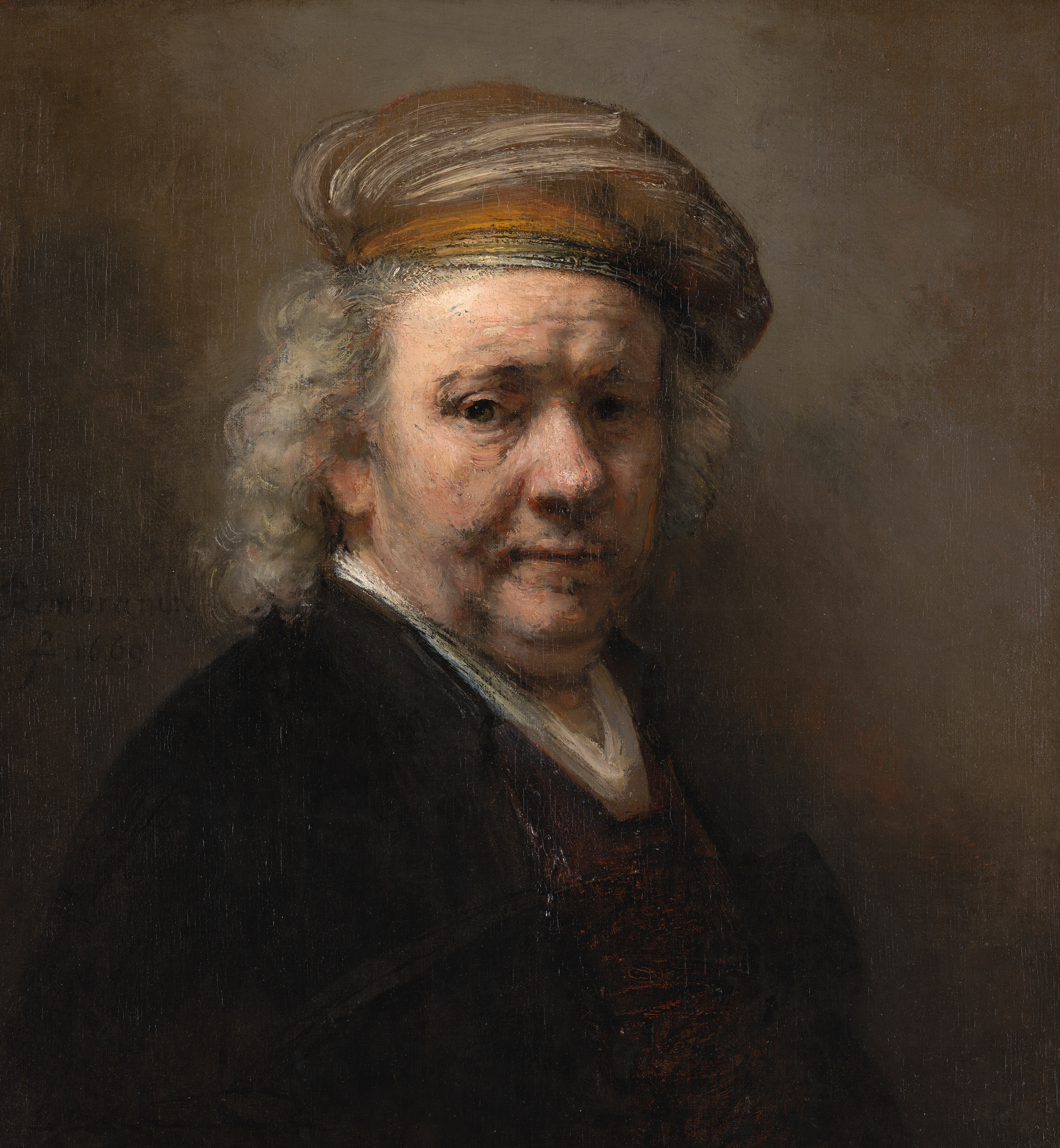
Ernst G. Rathenau hatte den Rembrandt 1925 an das Rijksmuseum Amsterdam ausgeliehen. Die Dienststelle Mühlmann raubte das Bild.

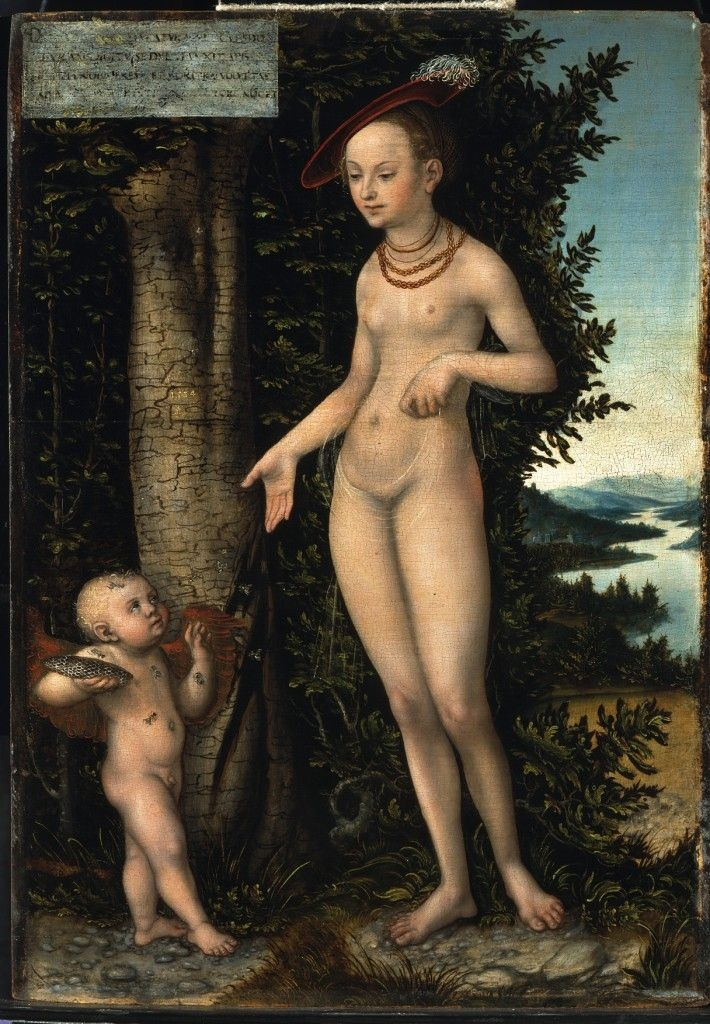
Lucas Cranach der Ältere, Venus und Amor als Honigdieb. Das Bild für Göring wurde von Mühlmann bei Kröller-Müller gekauft.

Kajetan Mühlmann, auch Kaj Mühlmann oder Kai Mühlmann (geboren 26. Juni 1898 in Uttendorf, Österreich-Ungarn; gestorben 2. August 1958 in München) war ein österreichischer Kunsthistoriker, Nationalsozialist und SS-Führer. Mühlmann war einer der erfolgreichsten Kunsträuber des Nationalsozialismus. Er raubte Kunstwerke seiner jüdischen Opfer in Österreich, Polen und den Niederlanden zur Zeit des Nationalsozialismus.

## Leben und Wirken
Kajetan Mühlmann stammte aus bäuerlichen Verhältnissen, seine Mutter, geb. Juliana Nussbaumer, war früh verwitwet und heiratete den Vetter ihres Ehemannes. Mühlmann ging in Salzburg zur Schule, nahm 1915 als Soldat der k.u.k. Armee am Ersten Weltkrieg teil und wurde schwer verwundet. Ab 1922 studierte Mühlmann zunächst Malerei und dann in Innsbruck und Wien Kunstgeschichte, wo er 1926 mit einer Arbeit über die barocken Brunnen und die Wasserkunst in Salzburg zum Dr. phil. promoviert wurde. Von 1926 an war er bei der Organisation der Salzburger Festspiele beschäftigt und für die Werbung verantwortlich. Damit arbeitete er unter Max Reinhardt, dem Chef und Gründer der Festspiele. Bei dieser Arbeit lernte er die Grafikerin Leopoldine Wojtek (1903–1978) kennen, die er 1932 heiratete. Wojtek schuf das offizielle Plakat der Salzburger Festspiele. 1943 ließ sich seine Frau von ihm scheiden, nachdem bekannt wurde, dass er mit Hilda Ziegler bereits drei Kinder hatte. Mühlmann war in Salzburg eine prominente Persönlichkeit. Er ehelichte schließlich die Mutter seiner Kinder.

### 1933 bis zum „Anschluss“ Österreichs an das Deutsche Reich
Er war schon in den 1920er Jahren mit Görings Schwester Olga befreundet gewesen und hatte in den frühen 1930er Jahren Göring kennengelernt. Göring lud ihn in sein Haus auf dem Obersalzberg ein, um mit ihm, wie Mühlmann angab, über Kunst und Politik zu diskutieren. Anfang der 1930er Jahre freundete er sich mit Arthur Seyß-Inquart an, mit dem er ab 1934 im Dienst der NSDAP stand. Diese Freundschaft blieb Grundlage der späteren Zusammenarbeit in Wien, Krakau und den Niederlanden. 1935 wurde Mühlmann mit fünf anderen Nationalsozialisten in Salzburg verhaftet, nachdem sie mit einer klandestinen SD-Gruppe versucht hatten, den österreichischen Staat zu infiltrieren. Die Verschwörer wurden wegen Hochverrats angeklagt und Mühlmann nur durch Kunst seines Verteidigers von dieser Anklage freigesprochen. Die Verbindung Mühlmanns zur NSDAP blieb geheim, da die Partei während des Austrofaschismus verboten war und die SA- und SS-Einheiten jenseits der Grenze in Bayern als Österreichische Legion stationiert waren. Weiterhin fungierte er als Kopf eines Netzwerkes, das Informationen aus dem österreichischen Außenministerium und über den Zustand der in allen Landesteilen wirkenden NS-Gruppierungen beschaffte. Darin bestand die Rolle der SD-Gruppe. Diese geheimdienstlich beschafften Informationen liefen bei Ernst Kaltenbrunner zusammen, der sie persönlich an Heinrich Himmler, Reinhard Heydrich und den Leiter des SD-Auslandsnachrichtendienst Heinz Jost weitergab. Ziel war es die österreichische Gesellschaft zu unterwandern und den geeigneten Zeitpunkt für den Anschluss an Deutschland herauszufinden. Noch später war Mühlmann mehrfach wegen politischer Delikte verhaftet worden.
Am 11. März 1938 war er im Haus der Landesleitung der österreichischen NSDAP in der Gruppe führender Nationalsozialisten, die in Wien den Sturz der Regierung Schuschnigg in vorderer Linie betrieb. Für diese Verdienste wurde er daraufhin in der Landesregierung Seyß-Inquart zum Staatssekretär für Kunst ernannt. Mühlmann trat der SS 1937 (Mitgliedsnummer 309.791) und der NSDAP zum 1. Mai 1938 bei (Mitgliedsnummer 6.106.587). Einer seiner Mitarbeiter in Wien war Gert Adriani. Während seiner Amtszeit wurden die Reichskleinodien nach Nürnberg gebracht. Da Mühlmann sich in Wien im Juni 1939 mit dem Reichskommissar Josef Bürckel überworfen hatte, verwendete sich am 14. Juli 1939 Seyß-Inquart für ihn bei Hermann Göring, und Mühlmann ging nach Berlin.
Als Mitglied der SS erreichte er 1942 den Rang eines SS-Oberführers. Mühlmann hatte damit unter den NS-Kunsträubern den höchsten SS-Rang, den er selbst als „Generalsrang“ bezeichnete.

### Generalgouvernement
Seyß-Inquart wurde nach Kapitulation Polens Stellvertreter des Generalgouverneurs Hans Frank im Generalgouvernement und Mühlmann wurde von Göring zum „Sonderbeauftragten für den Schutz und die Sicherung von Kunstwerken in den besetzten Ostgebieten“ ernannt und war seit dem 6. Oktober 1939 in Polen. Seine Aufgabe bestand anfangs darin, die im Depot des Nationalmuseums in Warschau und im Schloss Wawel in Krakau gesammelten Kunstwerke zu inventarisieren.
Zudem war er im Generalgouvernement ab Oktober 1939 Leiter der Hauptabteilung Unterricht und Wissenschaft, wahrscheinlich bis Ende 1940.
Am 16. Dezember 1939 erließ Frank eine Verordnung, durch die der gesamte öffentliche Kunstbesitz im Generalgouvernement beschlagnahmt werden konnte. Die erste Durchführungsvorschrift wurde am 15. Januar 1940 erlassen. Der Zweck der Verordnung war die systematische Erfassung der Kunstgüter in Polen, deren Inventarisierung und Auswahl „reichswichtigster Kunstgegenstände zugunsten des Reiches“. Neben staatlichen Museen und kirchlichen Einrichtungen wurden in weiterer Folge auch private Museen durch die Gesetzgebung erfasst, hier besonders das Czartoryski-Museum in Krakau. Den archäologischen Teil des Raubes organisierten Peter Paulsen und Wolfram Sievers. Es war die erklärte Absicht, dass diese Kunstgüter „tatsächlich konfisziert“ wurden, um sie auf Dauer aus Polen ins Deutsche Reich zu schaffen.
Von seinem Posten in Polen wurde Mühlmann durch Frank am 1. Oktober 1943 wegen Unfähigkeit und Untätigkeit enthoben. Sein Nachfolger dort war Wilhelm Ernst de Palezieux.
Hans Posse, Sonderbeauftragter Hitlers für den Aufbau der Sammlung des Sonderauftrages Linz („Führermuseum“), besuchte schon Ende November 1939 Warschau und traf dort unter anderem mit Mühlmann zusammen. Bis auf den Krakauer Veit-Stoß-Altar und die Tafeln des Hans von Kulmbach aus der Marienkirche in Krakau, einen Raffael, einen Leonardo und einen Rembrandt aus der Sammlung Czartoryski wählte Posse aber nichts für das geplante „Führermuseum“ in Linz aus.

### Niederlande
Rotterdam was still burning when Kajetan Mühlmann in his SS-Uniform arrived in Holland to take up his new task. („Rotterdam brannte noch, als K. M. in seiner SS-Uniform in Holland ankam, um seine neue Aufgabe zu übernehmen.“)
Mühlmann folgte Seyß-Inquart 1940 in die Niederlande und gründete in Den Haag die „Dienststelle Mühlmann“. Ihre Aufgabe war:
- Anfertigung von Listen über Kunstgegenstände
- Ausstellung von Gutachten über beschlagnahmte Kunstobjekte
- Zusammenfassung dieser Objekte und Verkauf nach Deutschland an die bevorzugten Nazi-Größen Hitler, Göring, von Schirach, Hoffmann, Todt, Frank, Kaltenbrunner, sowie an Museen, Auktionshäuser.
- Die Dienststelle beanspruchte 15 % Provision, die Dienststelle finanzierte sich allein durch die Verkäufe. Gewinne bei Geschäften mit Göring oder Hitler waren „verboten“.[20]
- Ankauf von bedeutenden Kunstwerken auf dem freien Markt

Mitarbeiter der Dienststelle in Den Haag waren Eduard Plietzsch, der als Experte für holländische Meister galt, und Franz Kieslinger.
Die Anfertigung von Listen über sogenanntes Feindvermögen erfolgte, indem eine Treuhandgesellschaft eingeschaltet wurde und jeweils einen Treuhänder für die jüdischen Kunsthändler und Sammler beauftragte. Die Dienststelle erhielt sodann von jedem Treuhänder eine Liste aller Kunstobjekte mit ihrem genauen Standort. Die Kunstgegenstände wurden nach Den Haag transportiert und dort bei Auktionen versteigert oder an prominente nationalsozialistische Personen verkauft. Ein Teil der Kunstgegenstände wurde über kollaborierende holländische Händler angeboten. Göring bot der Dienststelle auch Tauschgeschäfte an: Er nahm unter anderem Cranach (aus dem Kröller-Müller Museum) und gab dafür Van Gogh.
Die Dienststelle Mühlmann beschlagnahmte Kunstgüter von ins Ausland geflohenen Juden. Auf solche Weise gelangten die Sammlungen Alfons Jaffé und Jacob Polak, der Rembrandt aus der Sammlung Rathenau und Teile der Sammlung Frits Lugt in ihren Besitz. Die Sammlung des 1939 verstorbenen Fritz Mannheimer wurde den Gläubigerbanken abgekauft, wobei Mühlmann den geforderten Preis mit der Andeutung von Repressalien drückte.
Der „Vlug Report“ führt auch die kleineren Begünstigten aus Mühlmanns Freundeskreis auf und nennt Kunstgegenstände, die er in seine Wiener Wohnung gebracht hatte. Für Hermann Fegelein und Frau „Gretl“ Braun (Schwester von Eva) sollte er eine ganze Hauseinrichtung in die „Amerikaner Villa“ an den Attersee schaffen; da Fegeleins Haus noch nicht umgebaut war, wurden dessen Antiquitäten im SS-Reiterei-Stützpunkt Schloss Fischhorn gelagert. Am Attersee hatte auch Mühlmann sich eingerichtet und ließ Bilder von Cranach, Bredal, Osias Beert, Jan van Kessel, Roelant Savery, Lucas van Uden, Abraham van Beijeren in sein Haus in Kammer schaffen.

### Nachkriegszeit
Ende 1944 zog die Dienststelle Mühlmann nach Wien um. Mühlmann wurde am 13. Juni 1945 durch Angehörige der US-Armee festgenommen und interniert. Ein Prozess gegen ihn durch die Alliierten kam jedoch nicht zustande. Zu seiner Tätigkeit beim Kunstraub wurde er im August und September 1945 in Altaussee befragt, die Ergebnisse wurden im Vlug-Report festgehalten, der neben den Aussagen der Dienststellenmitarbeiter eine Liste der Kunstwerke an ihren jeweiligen Standorten enthält, sowie eine buchhalterische Übersicht über die Transaktionen in einem Umfang von ca. fünf Millionen Gulden. Mühlmann machte weiterhin Aussagen, die im Nürnberger Prozess gegen die Hauptkriegsverbrecher verlesen wurden, bei dem seine beiden Vorgesetzten, Seyß-Inquart und Hans Frank, zum Tod durch den Strang verurteilt wurden. 1947 war er Zeuge im Prozess gegen den ehemaligen österreichischen Außenminister Guido Schmidt, der vom Vorwurf des Hochverrats wegen der staatsstreichähnlichen Aktivitäten Anfang 1938 freigesprochen wurde. Dieses Urteil entlastete auch Mühlmann. 1948 gelang ihm die Flucht aus der amerikanischen Internierungshaft, er wohnte von da an am Starnberger See und entzog sich den „halbherzigen“ Versuchen der österreichischen Justiz, ihn wegen seiner Aktivitäten 1938 anzuklagen. Auch die deutsche Justiz nahm keine Kenntnis von ihm.
Möglicherweise lebte er von dem Verkauf von Kunstgütern, die er beim Kunstraub beiseite geschafft hatte, wobei ihm dieselben Kunsthändler hilfreich waren.
Mühlmann starb in München an Krebs. Er ist beerdigt auf dem Salzburger Friedhof Maxglan. Sein Stiefbruder Josef Mühlmann war ihm während der Zeit des Nationalsozialismus bei dem Kunstraub behilflich. Auch dieser ist nach seinem Tod 1972 im Maxglaner Friedhof begraben.

## Schriften
- Die Neubauten und Betriebseinrichtungen der Tabakfabrik in Linz. Umschlaggestaltung Poldi Woytek. Kiesel, Salzburg 1936.
- mit Leo Lippert: Moderner Hotelbau in Badgastein. Arbeiten der Firma Franz Franzmair. Widmann & Janker, München 1932.
- Barock Brunnen und Wasserkunst in Salzburg. Wien 1926.
- Stadterhaltung und Stadterneuerung in Salzburg an Beispielen der Restaurierungen Franz Wagners. Industrie und Gewerbe Verlag, München 1932.
- mit Gustav Barthel: Sichergestellte Kunstwerke im Generalgouvernement. Breslau 1940.
- mit Gustav Barthel: Krakau. Hauptstadt der deutschen Generalgouvernements Polen: Gestalt und künstlerische Leistung einer deutschen Stadt im Osten. Amt des Generalgouverneurs Abt. Volksaufklärung und Propaganda. Korn, Breslau 1940.
- Sichergestellte Kunstwerke in der besetzten niederländischen Gebieten. Reichskommissariat Niederlande, Den Haag 1943.
- Österreichische Gegenwartsmalerei. Der Maler Ferdinand Kitt. In: Die Kunst. Monatshefte für freie und angewandte Kunst. 73, 1936, München, S. 252–256.